# Sólrún Michelsen

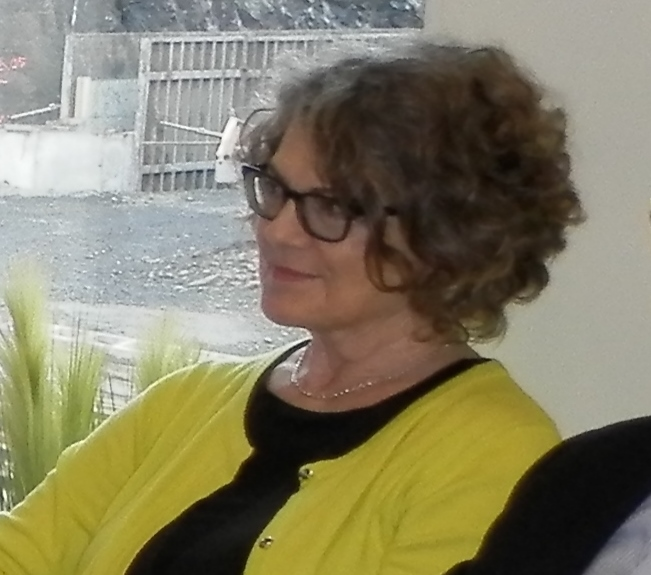
Sólrún Michelsen (2015)

Sólrún Michelsen (* 1948 in Tórshavn) ist eine färöische Schriftstellerin und Unternehmerin.

## Leben
Sólrún Michelsen wuchs in Argir auf, heute ein Stadtteil von Tórshavn. Ihre Eltern waren Peter Midjord und Simona Midjord geb. Dam. Sie arbeitete in verschiedenen Unternehmen und konzentrierte sich nach der Geburt ihrer drei Kinder zunächst auf deren Betreuung und die Haushaltsführung. 1974 gründete sie mit ihrem Mann, dem färöischen Geschäftsmann und Politiker Poul Michelsen, das Großhandelsunternehmen P/F Poul Michelsen/PM Heilsøla, das sie lange leitete. Seit 2008 arbeitet sie ausschließlich als Schriftstellerin.
Als ihre erste Publikation erschien 1994 das Kinderbuch Argjafrensar. „Ich hatte das Buch für meine Kinder geschrieben, aber irgendwer schickte es an einen Verlag. […] Von mir aus hätte ich das nie gewagt.“ (Sólrún Michelsen im Interview mit Petra Schellen)
2015 erschien ihr erster Roman für Erwachsene unter dem Titel Tanz auf den Klippen auf Deutsch, ein „bemerkenswertes Stück Literatur […], vor allem wegen der Sprache, die Sólrún Michelsen für die Bilder ihrer Kindheit gefunden hat […], eine Sprache, die leuchtend und spröde zugleich ist: ein wenig wie die Landschaft, die sie beschwört“, so der Autor und Skandinavist Klaus Böldl. Im selben Jahr war Sólrún Michelsen mit dem Roman zu Gast bei den Solothurner Literaturtagen und gemeinsam mit der dänischen Schriftstellerin Dorthe Nors bei den Nordischen Literaturtagen in Hamburg.

## Werke
- 1992 Jól hjá Onnu og Jákupi, in: Mín jólabók (Mein Weihnachtsbuch; seit seiner Gründung 1956 gibt der färöische Lehrerverband jährlich ein Weihnachtsbuch für Kinder, Jugendliche und die ganze Familie mit neuen Texten färöischer Autoren sowie Übersetzungen heraus)
- 1994 Argjafrensar (Kinderbuch)
- 1996 Útiløgukattar (Jugendroman)
- 1996 Øðrvísi (Erzählung), im Literaturmagazin Birting
- 1997 Emma, in: Mín jólabók
- 1998 Mítt gamla land (Gedicht), in: Birting
- 1998 Tann fyrsta flykran und Eg kenni eina , in: Mín jólabók
- 1999 Hin útvaldi (Fantasyroman)
- 1999 Barnajól und Magga, in: Mín jólabók
- 2000 Maya (Erzählung), in Birting
- 2000 Gásasteggin und Postboð, in: Mín jólabók
- 2001 Fuglakongurin und Hinumegin, in: Mín jólabók
- 2002 Angi av deyða (Erzählung), in: Birting
- 2002 Geislasteinar (Fantasyroman)
- 2003 Morgun (Morgen, Kinderbuch)
- 2003 Við vindeygað (Am Fenster, Gedicht), in: Birting
- 2003 Loppugras (Enzian, Gedichte für Kinder)
- 2003 Tann fyrsta flykran fall í dag (Heute fiel die erste Schneeflocke) und Ein dag eg lá á bønum (Als ich einmal in der Innenmark lag), in: Mín jólabók
- 2004 Maðurin úr Grauballe (Der Mann aus Grauballe, Erzählung), in: Birting
- 2005 Jólagávur (Weihnachtsgeschenke, Kinderbuch)
- 2005 Abbi og apan (Großvater und der Affe, Kinderbuch)
- 2005 Sápubløðran (Die Seifenblase), in: Mín jólabók
- 2006 Óvitar, in Spøkilsið sum flenti (nordische Gespenstergeschichten)
- 2006 Summi renna í stuttum brókum (Erzählung), in: Vencil 1, S. 14–18 (deutsch 2014: Manche laufen in kurzen Hosen in der Anthologie Narrenflieger S. 144–151; englisch erschienen 2011 Some people run in shorts in Vencil Anthology of Contemporary Faroese Literature, Wiederabdruck der Erzählung 2017 in Anthology of Contemporary Nordic Literature THE DARK BLUE OVERCOAT und 2017[7])
- 2007 Gjøgnum skygnið (Erzählung), in: Vencil 3, S. 11–17
- 2007 Jólagávan, in: Mín jólabók
- 2007 Tema við slankum (Roman; 2009 von Kirsten Brix unter dem Titel At danse med virkeligheden ins Dänische übersetzt; deutsche Übersetzung 2015 von Inga Meincke: Tanz auf den Klippen; 2017 erschien die norwegische Übersetzung Sprinkeljenta von Anne-Kari Skarðhamar)
- 2009 Hin blái eingilin (Erzählung), in: Vencil 6, S. 98–100 (deutsch 2013 erschienen[8])
- 2009 Kantatusálmur (Kirchenlied/Gedicht), in: Vencil 7, S. 94–95
- 2009 Í opnu hurðini (In der offenen Tür, Gedichte)
- 2009 Sjúrður og dvørgamoy (Erzählung), in: Mín jólabók
- 2010 Sjúrður og drekin (Erzählung), in: Mín jólabók
- 2011 Rottan (Die Ratte, Erzählungen; die Titelerzählung erschien auf Englisch 2014 unter dem Titel The Rat im Pankmagazine.com)
- 2012 Útoyggj (Gedicht), in Vencil 11, S. 98–99
- 2013 Torkils Døtur (Kinderbuch)
- 2013 Hinumegin er mars (Auf der anderen Seite ist März), Roman; 2017 von Kirsten Brix ins Dänische übersetzt unter dem Titel På den anden side er marts; 2017 ins Nynorsk übersetzt von Lars Moa: På den andre sida er mars
- 2015 Sunnudagur (Sonntag, Erzählung), in: Vencil 15, S. 14–20
- 2016 Ein farri av fráferð (Gedichte)
- 2018 Morgunfrúa (Erzählungen)
- 2019 Ein táttur er silvur (Roman; Band 1 der Trilogie Nornan spinnur)
- 2020 Ein annar er gull (Roman; Band 2 der Trilogie Nornan spinnur)
- 2021 Fáur fær tráðin heilt slættan (Roman; Band 3 der Trilogie Nornan spinnur)

## Auszeichnungen
- 2002 Kinderbuchpreis des Tórhavner Stadtrats (Barnamentanarheiðursløn Tórshavnar býráðs)
- 2002 Nominierung von Hin útvaldi og Geislasteinar für den Kinderbuchpreis des Nordischen Rats
- 2004 Nominierung des Gedichtbands Loppugras für den Kinder- und Jugendbuchpreis des Westnordischen Rats (Barna- og Ungdómsbókmentavirðisløn Útnorðurráðsins)
- 2008 Mads-Andrias-Jacobsen-Literaturpreis (Mentanarvirðisløn M. A. Jacobsens)
- 2015 Nominierung des Romans Hinumegin er mars für den Literaturpreis des Nordischen Rats[9]